# Straßenbahn Hermannstadt
| Ein ehemals Genfer Schweizer Standardwagen am Friedhof |                     |                                                                        |                                           |
| Streckenlänge: | 15,5 km             |                                                                        |                                           |
| Spurweite: | 1000 mm (Meterspur) |                                                                        |                                           |
| |                     |                                                                        |                                           |
| \| \| \| Hinweis: im Innenstadtbereich sind nicht alle Haltestellen dargestellt \| \| \| \| \| \| \| \| \| \| Gara Mare \| \| \| \| \| Depot bis 1970 \| \| \| \| \| Piața Dragoner \| \| \| \| \| Piața Cibin \| \| \| \| \| Cibin \| \| \| \| \| Piața Cluj \| \| \| \| \| Gara Turnișor \| \| \| \| \| Piața Mare \| \| \| \| \| Piața Unirii \| \| \| \| \| Parcul Sub Arini \| \| \| \| \| Trinkbach \| \| \| \| \| Depot ab 1970 \| \| \| \| \| Cimitirul Municipal \| \| \| \| \| Cimitirul Eroilor \| \| \| \| \| Han Dumbrava (ehemals Dumbrava) \| \| \| \| \| Muzeul Satului I \| \| \| \| \| Muzeul Satului II \| \| \| \| \| Oraca \| \| \| \| \| Fabrica Dumbrava (ehemals Sitex Dumbrava) \| \| \| \| \| Lunca \| \| \| \| \| Troita \| \| \| \| \| Stadtgrenze \| \| \| \| \| Rășinari Pod \| \| \| \| \| Râul Seviș \| \| \| \| \| Rășinari Intrare / Ieșire \| \| \| \| \| Rășinari Muzeu \| \| \| \| \| Rășinari Șteaza \| \| \| \| \| Rășinari Centru \| \| |                     |                                                                        |                                           |
| |                     | Hinweis: im Innenstadtbereich sind nicht alle Haltestellen dargestellt |                                           |
| |                     |                                                                        |                                           |
| U-Bahn-Haltepunkt / Haltestelle Streckenanfang (Strecke außer Betrieb) |                     | Gara Mare                                                              | Gara Mare                                 |
| U-Bahn-Strecke von links (außer Betrieb) · U-Bahn-Abzweig geradeaus, nach links und nach rechts (Strecke außer Betrieb) · U-Bahn-Betriebs-/Güterbahnhof Streckenende und quer (Strecke außer Betrieb) |                     | Depot bis 1970                                                         | Depot bis 1970                            |
| U-Bahn-Haltepunkt / Haltestelle (Strecke außer Betrieb) · U-Bahn-Strecke (außer Betrieb) |                     | Piața Dragoner                                                         | Piața Dragoner                            |
| U-Bahn-Haltepunkt / Haltestelle (Strecke außer Betrieb) · U-Bahn-Strecke (außer Betrieb) |                     | Piața Cibin                                                            | Piața Cibin                               |
| U-Bahn-Brücke über Wasserlauf (Strecke außer Betrieb) · U-Bahn-Strecke (außer Betrieb) |                     | Cibin                                                                  | Cibin                                     |
| U-Bahn-Haltepunkt / Haltestelle (Strecke außer Betrieb) · U-Bahn-Strecke (außer Betrieb) |                     | Piața Cluj                                                             | Piața Cluj                                |
| U-Bahn-Haltepunkt / Haltestelle Streckenende (Strecke außer Betrieb) · U-Bahn-Strecke (außer Betrieb) |                     | Gara Turnișor                                                          | Gara Turnișor                             |
| U-Bahn-Haltepunkt / Haltestelle (Strecke außer Betrieb) |                     | Piața Mare                                                             | Piața Mare                                |
| U-Bahn-Haltepunkt / Haltestelle (Strecke außer Betrieb) |                     | Piața Unirii                                                           | Piața Unirii                              |
| U-Bahn-Haltepunkt / Haltestelle (Strecke außer Betrieb) |                     | Parcul Sub Arini                                                       | Parcul Sub Arini                          |
| U-Bahn-Brücke über Wasserlauf (Strecke außer Betrieb) |                     | Trinkbach                                                              | Trinkbach                                 |
| U-Bahn-Abzweig geradeaus, nach links und von links (Strecke außer Betrieb) · U-Bahn-Betriebs-/Güterbahnhof Streckenende und quer (Strecke außer Betrieb) |                     | Depot ab 1970                                                          | Depot ab 1970                             |
| U-Bahn-Haltepunkt / Haltestelle (Strecke außer Betrieb) |                     | Cimitirul Municipal                                                    | Cimitirul Municipal                       |
| U-Bahn-Haltepunkt / Haltestelle (Strecke außer Betrieb) |                     | Cimitirul Eroilor                                                      | Cimitirul Eroilor                         |
| U-Bahn-Haltepunkt / Haltestelle Strecke bis hier außer Betrieb |                     | Han Dumbrava (ehemals Dumbrava)                                        | Han Dumbrava (ehemals Dumbrava)           |
| U-Bahn-Haltepunkt / Haltestelle |                     | Muzeul Satului I                                                       | Muzeul Satului I                          |
| U-Bahn-Haltepunkt / Haltestelle |                     | Muzeul Satului II                                                      | Muzeul Satului II                         |
| U-Bahn-Haltepunkt / Haltestelle |                     | Oraca                                                                  | Oraca                                     |
| U-Bahn-Haltepunkt / Haltestelle |                     | Fabrica Dumbrava (ehemals Sitex Dumbrava)                              | Fabrica Dumbrava (ehemals Sitex Dumbrava) |
| U-Bahn-Haltepunkt / Haltestelle |                     | Lunca                                                                  | Lunca                                     |
| U-Bahn-Haltepunkt / Haltestelle |                     | Troita                                                                 | Troita                                    |
| U-Bahn-Grenze |                     | Stadtgrenze                                                            | Stadtgrenze                               |
| U-Bahn-Haltepunkt / Haltestelle |                     | Rășinari Pod                                                           | Rășinari Pod                              |
| U-Bahn-Brücke über Wasserlauf |                     | Râul Seviș                                                             | Râul Seviș                                |
| U-Bahn-Haltepunkt / Haltestelle |                     | Rășinari Intrare / Ieșire                                              | Rășinari Intrare / Ieșire                 |
| U-Bahn-Haltepunkt / Haltestelle |                     | Rășinari Muzeu                                                         | Rășinari Muzeu                            |
| U-Bahn-Haltepunkt / Haltestelle |                     | Rășinari Șteaza                                                        | Rășinari Șteaza                           |
| U-Bahn-Haltepunkt / Haltestelle Streckenende |                     | Rășinari Centru                                                        | Rășinari Centru                           |

Die Straßenbahn Hermannstadt ist das Straßenbahn-System der rumänischen Stadt Hermannstadt (rumänisch Sibiu). Das meterspurige System besteht seit 1905 – als die Stadt unter ihrem damaligen Namen Nagyszeben noch Teil des Königreichs Ungarn war – und wurde bis 2011 vom Verkehrsunternehmen Tursib betrieben. Heute wird nur noch ein Teilstück zu touristischen Zwecken bedient.

## Geschichte

### Eröffnung
Die Straßenbahn in Hermannstadt wurde am 8. September 1905 von der im gleichen Jahr eigens hierfür gegründeten Elektrischen Stadtbahn Aktiengesellschaft eröffnet.  Die erste Strecke verband den Großen Bahnhof (Gara Mare) über die Oberstadt (Orașul de Sus) mit dem Eingang zum Erlenpark (Parcul Sub Arini) am Stadtrand. Die 2,388 Kilometer lange Verbindung ersetzte die im August 1904 eröffnete Gleislose Bahn Hermannstadt, einen frühen Oberleitungsbusbetrieb der auf der gleichen Strecke verkehrte. Dieser bewährte sich nicht und musste aufgrund technischer Probleme schon im Oktober 1904 wieder aufgegeben werden. Der mit neun Prozent steilste Streckenabschnitt bei der Ursulinenkirche bereitete aber auch der Straßenbahn Probleme und musste daher später auf sieben Prozent Maximalsteigung abgeflacht werden. Das Elektrizitätswerk befand sich auf dem Bahnhofsvorplatz, das Depot etwas östlich davon, schon in der heutigen Strada Uzinei gelegen. Anfangs verkehrte die Straßenbahn im Sechs-Minuten-Takt.

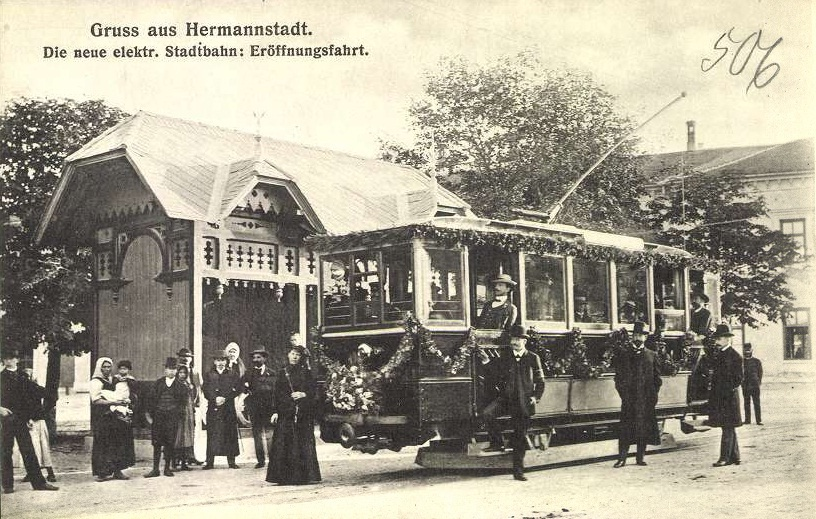
Postkarte anlässlich der Eröffnung
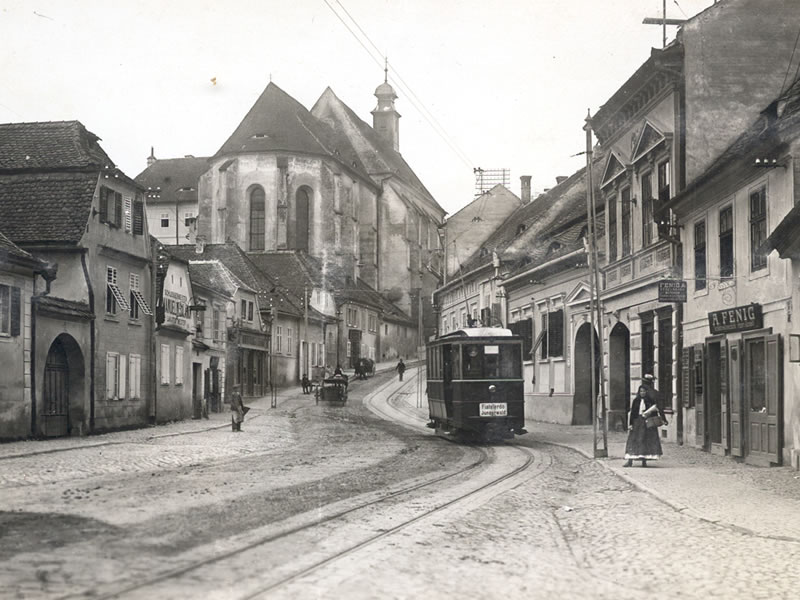
Strada General Magheru: an der steilsten Stelle fährt dieser Wagen bergab zum Bahnhof
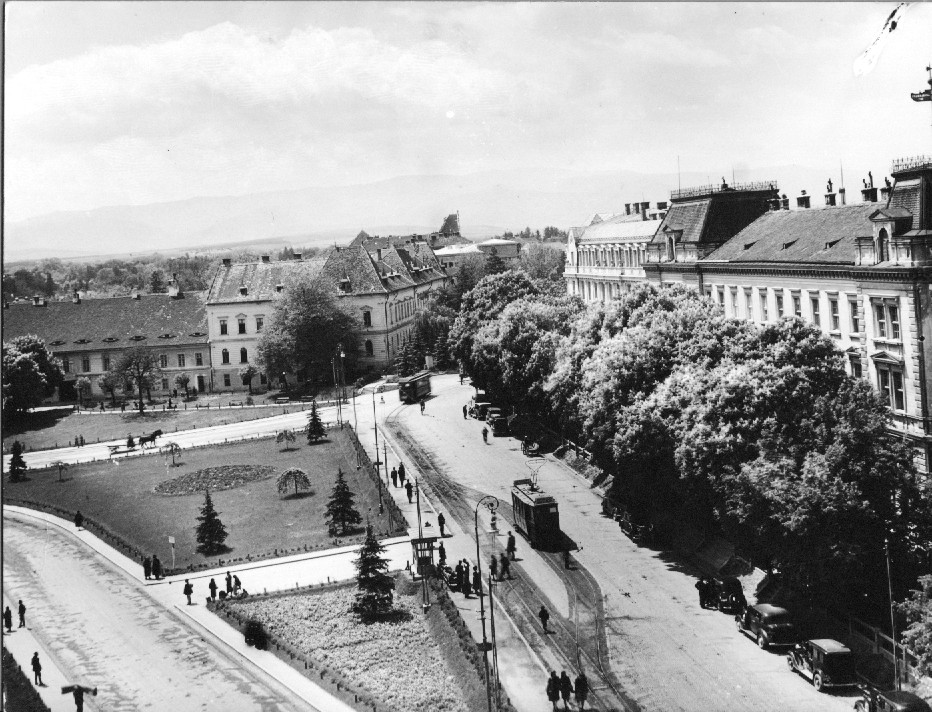
Die Ausweiche auf der Piața Unirii
Fahrkarte aus ungarischer Zeit, gültig zwischen Bahnhof und Kadettenschule

### Erweiterungen

Ab 1910 durchquerten die Wagen der Oberstadtlinie auf dem sogenannten Föhrendamm den Erlenpark

Am 15. Mai 1910 wurde die Straßenbahn erstmals erweitert, als die bestehende Strecke – den Erlenpark im Zuge der heutigen Strada Avrig auf einem Bahndamm querend – zum 1907 eröffneten Städtischen Friedhof (Cimitirul Municipal) verlängert wurde. Schon am 10. August 1912 folgte die zweite Erweiterung, als eine neue zweite Linie vom Bahnhof zum Bauholzplatz (Piața Cibin) in der Unterstadt (Orașul de Jos) in Betrieb ging. Die neue Strecke endete vor der Zibinsbrücke beziehungsweise dem Sagtor. Fortan unterschied man die beiden Routen in Oberstadtlinie und Unterstadtlinie.
Während des Ersten Weltkriegs folgte zum 15. Mai 1915 die dritte Erweiterung, seither fuhren die Bahnen der Oberstadtlinie über den Friedhof hinaus bis Junger Wald, rumänisch Dumbrava, wo damals eine neue Waldwirtschaft eröffnete. Nach dieser heißt die dortige Haltestelle bis heute Han Dumbrava. Auch die Unterstadtlinie erfuhr zwei Verlängerungen, sie führte ab dem 26. September 1927 zum Konradplatz (Piața Cluj) und ab dem 18. September 1929 schließlich zum Neppendorfer Bahnhof (Gara Turnișor). 
Letzte Erweiterung war die Anbindung der etwas über zehn Kilometer von Hermannstadt entfernten Ortschaft Rășinari, deutsch Städterdorf. Diese war schon seit 1925 per Autobus mit Hermannstadt verbunden, nachdem aus der Zeit vor dem Ersten Weltkrieg stammende Pläne für eine dorthin führende Schmalspurbahn kriegsbedingt nicht mehr verwirklicht werden konnten. Die Eröffnung der Überlandlinie nach Rășinari erfolgte am 14. März 1948 zunächst mit Dieselbetrieb, wobei ein auf einem Anhänger montierter Dieselmotor eines Lastkraftwagens einen elektrischen Generator speiste. Erst 1951 konnte die Außenstrecke elektrifiziert werden. Allerdings bestand kein durchgehender Betrieb, die Fahrgäste mussten am Jungen Wald zwischen Stadt- und Überlandlinie umsteigen. Somit verkehrten ab 1948 drei Linien, Nummern trugen sie auch weiterhin nicht. Mit 15,5 Kilometern Streckenlänge erreichte das Netz damit seine größte Ausdehnung, alle Strecken waren dabei durchgehend eingleisig. Am Endpunkt Rășinari stand ferner eine kleine zweiständige Wagenhalle zur Verfügung. 
1961 führte die Hermannstädter Straßenbahn auf der Oberstadtlinie noch den zeitgemäßen Einrichtungsbetrieb ein, hierfür wurde auf dem Bahnhofsvorplatz eine Wendeschleife und an der Endstelle Junger Wald ein Wendedreieck eingerichtet.

### Niedergang

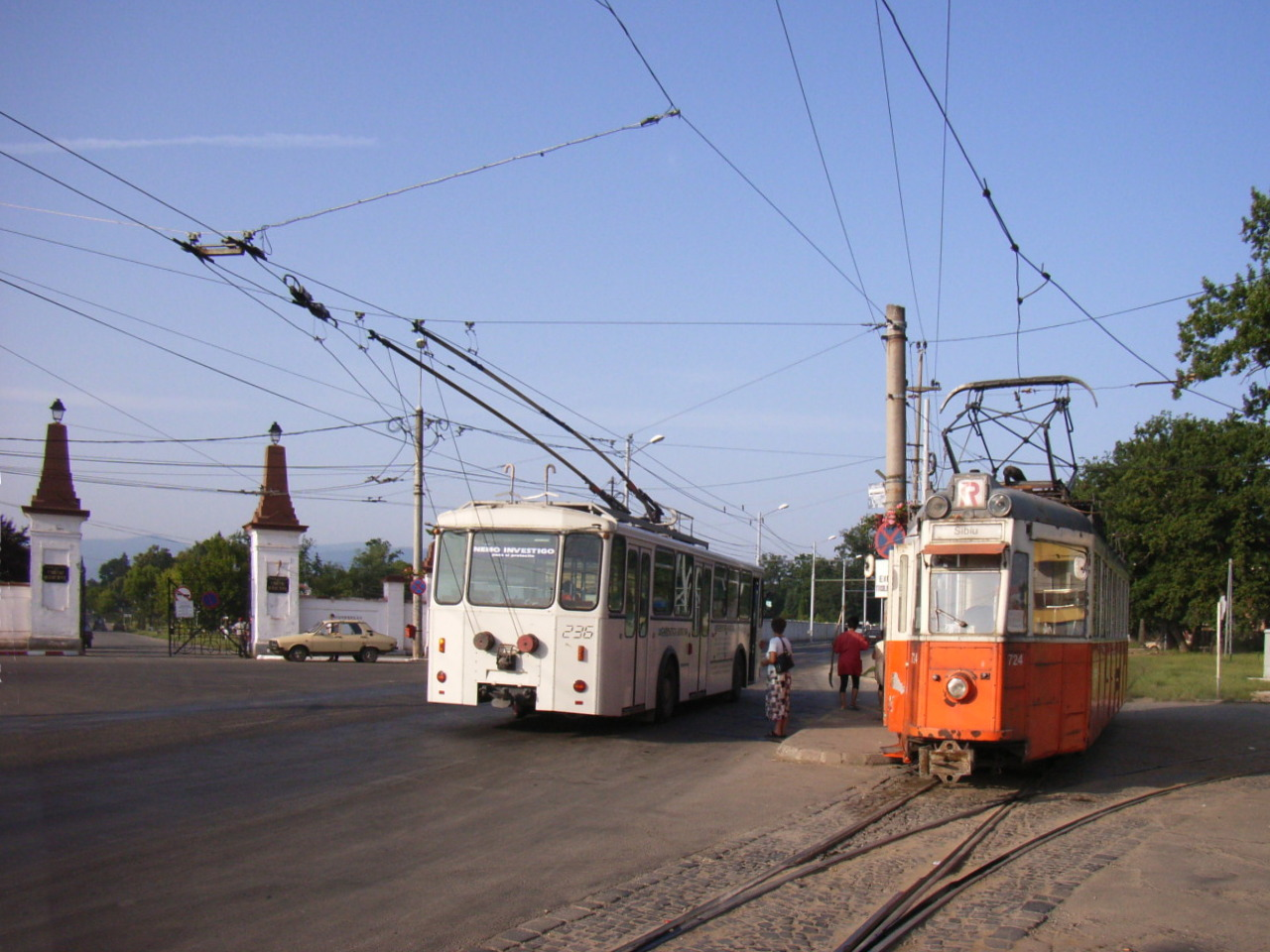
Beim Friedhof befand sich ab den 1970er Jahren der stadtseitige Endpunkt der Überlandlinie nach Rășinari, dort bestand Anschluss an die Trolleybusse in Richtung Innenstadt

Letztlich konnte weder der moderne Einrichtungsbetrieb noch die in den Jahren 1962 bis 1967 erfolgte grundhafte Erneuerung des Abschnitts Gara Mare–Cimitirul Municipal den Niedergang der Hermannstädter Straßenbahn aufhalten. 1964 wurde zunächst die Unterstadtlinie auf Autobusbetrieb umgestellt, bevor ab dem 31. März 1970 auch die Oberstadtlinie eingestellt wurde. 
Somit verblieb ab 1970 nur noch die Überlandlinie nach Rășinari, die gleichzeitig bis Cimitirul Municipal verlängert wurde und somit eine Länge von 8,4 Kilometern erreichte. Anlässlich der Umsetzung der – auf der Oberstadtlinie nicht mehr benötigten – modernen Wagen verkehrte sie fortan außerdem ebenfalls im Einrichtungsbetrieb. Hierzu erhielt sie sowohl am Friedhof als auch in Rășinari je ein neues Wendedreieck. Die Straßenbahnwagen waren fortan – gemeinsam mit den Autobussen und ab 1983 auch mit den damals wieder eingeführten Trolleybussen – im neuen Betriebshof an der Calea Dumbrăvii untergebracht, weil das beim Bahnhof gelegene alte Depot von 1905 seit 1970 nicht mehr ans Netz angeschlossen war. Das neue Depot liegt circa 500 Meter nördlich des Friedhofs, das heißt unabhängig von der regulär bedienten Strecke diente ein Teil der ehemaligen Oberstadtlinie fortan als Betriebsstrecke. 
Da der Verkehr zwischen Innenstadt und dem Anfangspunkt der Überlandstraßenbahn beim Friedhof mit Autobussen nur unzureichend abzuwickeln war, reaktivierte die Stadt 1972 den damals noch nicht zurückgebauten Abschnitt der Oberstadtlinie. Die Straßenbahnzüge pendelten fortan zwischen der neuen innenstadtnahen Wendeschleife beim Parcul Sub Arini, die damalige Haltestellenbezeichnung lautete nach der benachbarten Textilfabrik Fabrica de confecții, und Rășinari. Doch schon 1974 wurde die Überlandlinie wieder zum Friedhof eingekürzt und die Strecke durch den Erlenpark dauerhaft aufgelassen. 

### Einstellung und Übergang zum touristischen Betrieb
Am 28. Februar 2011 erfolgte schließlich die vorübergehende Gesamtstilllegung der Straßenbahn Hermannstadt. Jedoch gelang es der Gemeinde Rășinari, das knapp sieben Kilometer lange Teilstück zwischen Han Dumbrava, wo sich auch der Hermannstädter Zoo befindet, und dem Gleisdreieck in der Ortsmitte von Rășinari betriebsfähig zu erhalten. Da am neuen Endpunkt beim Zoo keine Wendemöglichkeit für die zuletzt vorhandenen Einrichtungstriebwagen besteht, kaufte die Gemeinde 2016 für 6000 Euro von der Stern & Hafferl Verkehrsgesellschaft aus Österreich den Zweirichtungstriebwagen Nummer 26.111, der im September 2017 nach Rumänien überführt wurde. Hierbei handelt es sich um den zuletzt auf der Lokalbahn Vöcklamarkt–Attersee eingesetzten, vierachsigen Triebwagen 26.111, der jedoch ursprünglich 1951 an die Birsigtalbahn in der Schweiz geliefert wurde.

## Fahrzeuge

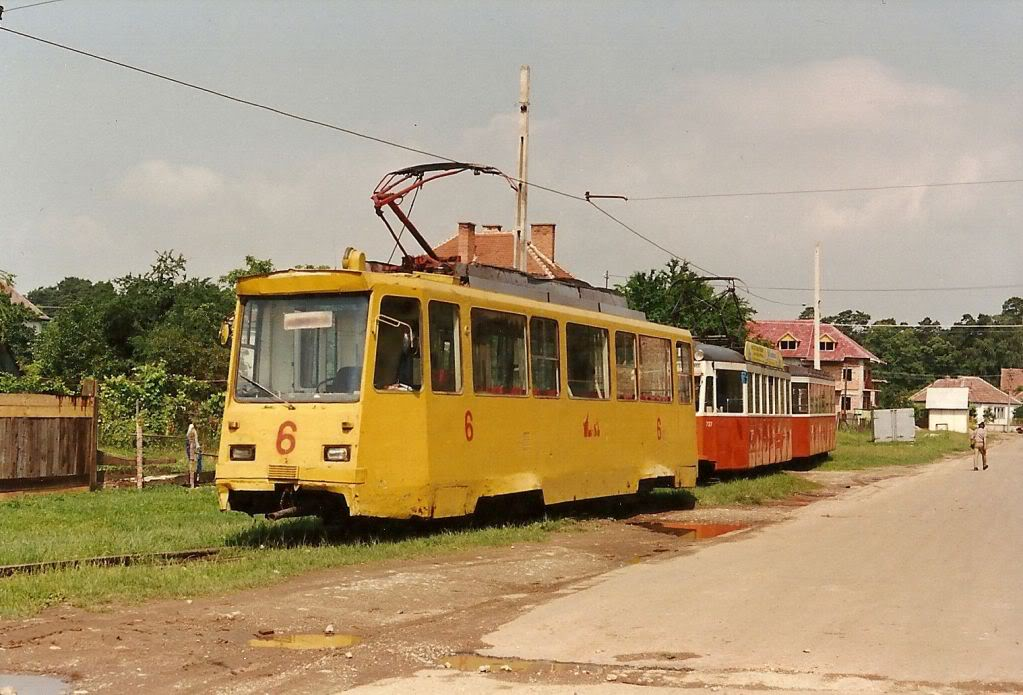
Timiș 2-Triebwagen Nummer 6 im Jahr 1994

Nach dem gescheiterten Experiment mit der Gleislosen Bahn von 1904 tauschte die Stadt die vier Obus-Motorwagen bei der AEG gegen sechs Straßenbahn-Triebwagen der Schlick Vasöntő és Gépgyár aus Budapest ein. Bis 1915 folgten acht weitere Triebwagen sowie vier Beiwagen. Letztere verkehrten jedoch nur auf der Oberstadtlinie und später auch auf der Rășinari-Linie, während die Unterstadtlinie stets mit Solowagen bedient wurde. Für die Verlängerung der Unterstadtlinie erhielt Hermannstadt 1928 außerdem fünf gebrauchte Triebwagen der 1919 eingestellten Straßenbahn Zittau. 
Anlässlich der Umstellung auf Einrichtungsbetrieb wurden die Holzaufbauwagen auf der Oberstadtlinie durch 17 Stahltriebwagen des Typs V56 samt zugehöriger Stahlbeiwagen des Typs V10 ersetzt. Die Unterstadtlinie behielt hingegen ihre Holzwagen bis zur Einstellung im Jahr 1964, die Rășinari-Linie wiederum konnte ab 1970 mit den Stahlzügen der eingestellten Oberstadtlinie bedient werden. Die überzähligen Züge wiederum wurden an die beiden anderen rumänischen Meterspurbetriebe abgegeben, das heißt an die Straßenbahn Arad und die Straßenbahn Iași. Lediglich neun der ursprünglich 34 Stahlwagen verblieben vor Ort. 
Die letzten Zweiachser wichen schließlich bis 1987 vier Timiș 2-Großraumzügen. Sie trugen die Nummern 5, 6, 7 und 8, wobei Trieb- und Beiwagen jeweils gleich nummeriert waren.
In den Jahren 1993 bis 1996 erhielt Sibiu schließlich – als erste Stadt Rumäniens – gebrauchte Fahrzeuge aus Westeuropa. Bis zu ihrer Einstellung fuhr sie somit mit Schweizer Standardwagen aus Genf, darunter wiederum vier Triebwagen und vier Beiwagen.